# Інститут астрономії та геофізики Монгольської академії наук
Інститут астрономії та геофізики імені Хубілая (монг. Хубилай Сэцэн Хааны нэрэмжит Одон Орон, Геофизикийн Хүрээлэн, англ. Mongolia Research Center for Astronomy and Geophysics, RCAG) – науково-дослідний інститут у Монголії, у складі Монгольської академії наук. Інститут був заснований за допомогою радянських учених 1957 року, в Міжнародний геофізичний рік. В інституті працюють понад 200 співробітників. 
Інститут складається з двох відділів: відділу астрономії та відділу геофізики. Відділ астрономії займається астрометрією, геодинамікою, фізикою Сонця. Відділ геофізики вивчає сейсмологію та геомагнетизм, керує станціями локальної сейсмічної мережі.
Інститут видає науковий журнал "Geophysics & Astronomy".